# Сетунька
Се́тунька — малая река на западе Москвы, значительный правый приток Сетуни, является вторым водотоком по длине и мощности в Солнцеве. 

## Описание
Русло частично заключено в подземный коллектор, в открытом течении река протекает более чем на 90 %. Гидроним является производной от названия главной реки: Сетунька — «маленькая Сетунь». С левой стороны Сетуньку питает сток с Солнцевского родника, с правой — воды Верхнего и Нижнего Терёшковских ручьёв.
Длина составляет 8,5 км, участок с постоянным течением в прошлом был не более 5—6 км. Река начинается к востоку от МКАД возле улицы Академика Варги. Водоток проходит на северо-запад вдоль кольцевой автодороги, через Тропарёвский парк и деревню Говорово. Далее река протекает через Говоровский и Заводской пруды, поворачивает на запад вдоль Боровского шоссе и течёт через Большой Солнцевский пруд. Впадает в Сетунь к югу от пересечения 1-й и 2-й Карпатских улиц. Вблизи устья проходит через систему отстойников. В пойме реки на территории Солнцева во многих местах сохранились приречные перелески, низинные болотца и небольшие русловые или пойменные водоёмы.
В 2012 году в деревне Саларьево поселения Московский произошёл сброс фенола и формальдегида в почву и воду безымянного ручья, который является притоком Сетуньки. Концентрация фенола превысила предельно допустимую в 4700 раз, а формальдегида — в 6,6 раза. Ущерб от утечки фенола составил около 4 миллионов рублей. В 2013-м столичная межрайонная природоохранная прокуратура выявила ручьи неочищенных сточных вод, которые загрязняли Сетуньку в деревне Саларьево. По оценке экспертов, ущерб превысил 3,8 миллиарда рублей. В 2017 году на участке от Боровского шоссе до Сетуньки образовалась стихийная свалка из грунта, бытового и строительного мусора.